# Джолитти, Джованни
Джова́нни Джоли́тти (итал. Giovanni Giolitti; 27 октября 1842[…], Мондови, Пьемонт — 17 июля 1928[…], Кавур, Пьемонт) — итальянский политический деятель, премьер-министр Итальянского королевства (пять раз).

## Биография
Родился 27 октября 1842 года в Мондови (Пьемонт). Отец, Джиовинале Джолитти — юрист социальной службы, избранный председателем местного суда — происходил из семьи бедных крестьян; от пневмонии скончался его отец, когда мальчику был год. Мать, Энрикетта Плочи — из мелкой буржуазии. После смерти мужа она перевезла сына в дом родителей в Турин, где сама занялась его обучением грамоте. Остальное начальное образование получил дома под руководством братьев сестры. В гимназии Джолитти особого интереса к учёбе и дисциплинированности не демонстрировал, предпочитая математике и латыни романы Вальтера Скотта и Бальзака. Несмотря на близость своей семьи к политическим кругам Пьемонта (один его дядя был членом парламента и близким другом личного секретаря Кавура), Джолитти не проявлял особого интереса к Рисорджементо и не стремился уйти добровольцем в армию. Впоследствии многие политики, участвовавшие в войнах с Австрией и походах Гарибальди, критиковали Джолитти за его бездействие.
Получил юридическое образование в Туринском университете. Работал в административных органах. В 1876 году, в министерство Депретиса, он был назначен директором таможенного управления. В 1882 году избран депутатом от Кунео. В 1889 году Криспи предоставил ему пост министра казначейства, а в 1890 году — финансов. Вскоре, однако, Джолитти вышел из кабинета вследствие несогласия с министром публичных работ, и затем немало содействовал падению министерства Криспи. Джолитти был сторонником умеренного либерализма времён Кавура, идеи которого он пытался воплотить в реальность.
Политические взгляды Джолитти объясняются тем, что он с самого начала делал карьеру в среде пьемонтского буржуазного чиновничества, в определённой степени свободного от консервативных предрассудков, но отличающегося строгими правилами. Возможно, выбранная Джолитти политика либерального пути развития Италии, оказалась крахом именно из-за её консервативной основы.

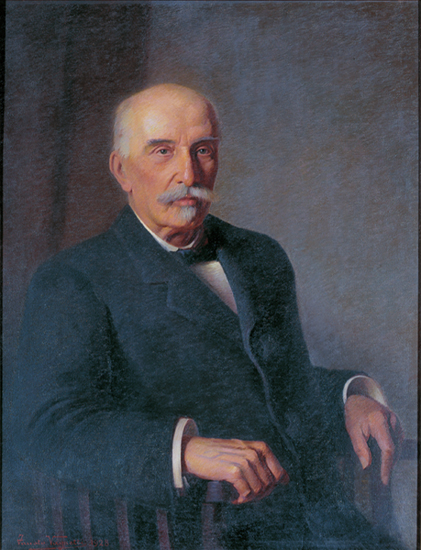
Портрет Джолитти кисти Фаусто Вагнетти (Фаусто Вагнетти)

Впервые Джованни Джолитти возглавил правительство в момент, когда разногласия по вопросам финансовой политики внутри министерства Рудини привели к его отставке в апреле 1892 года. Тогда Джолитти сформировал новый кабинет.
Джолитти, в отличие от прежнего правительства, был противником чрезвычайных мер и считал необходимым разрядить обстановку в стране с помощью реформы налоговой системы, улучшения социального законодательства и т. д. Но и его кабинет оказался недолговечным: в 1893 году стали достоянием гласности скандальные аферы «Римского банка» и связи с этим банком многих видных парламентариев и министров. Джолитти, лично неповинный в коррупции, но знавший об этих неприглядных фактах и долго противившийся их обнародованию, был вынужден в ноябре 1893 года уйти в отставку.
В 1901 году занял пост министра внутренних дел в правительстве Д. Дзанарделли. В 1903 году снова возглавил кабинет министров.
Всего в 1882—1924 годах несколько раз избирался в палату депутатов и пятикратно занимал пост премьер-министра (1892—1893, 1903—1905, 1906—1909, 1911—1914 и 1920—1921). Добиваясь расположения реформистского крыла рабочего движения, Джолитти вводил в правительство социалистов, провёл либеральные реформы, легализировал рабочие организации, признал право рабочих на забастовки (1901), принял законы о профилактике травматизма, об ограничении детского и женского труда, о конфликтных комиссиях на производстве, о еженедельных выходных, о нормировании ночных смен и т. д.; при принятии нового избирательного закона ввёл всеобщее избирательное право для мужчин (1912), проводил линию строгой законности применительно как к хозяевам, так и к рабочим и профсоюзам. Был мастером всякого рода интриг, давления, манипуляций с голосами избирателей, оставаясь при этом деятелем демократической ориентации. Джолитти ввел Италию в Тройственный союз, но наладил отношения и с Францией; предпринял захват Ливии.
В 1911 году — вновь премьер-министр Италии. Однако в годы этого премьерства Джолитти социальные и политические противоречия в Италии резко обострились. Участились забастовки; рабочие требовали отставки Джолитти. Несмотря на это одержал победу и на выборах в 1913 году, но ушёл в отставку «по состоянию здоровья». Пытался предотвратить вступление Италии в Первую мировую войну, возглавляя лагерь сторонников нейтралитета. Успех Народной партии и социалистов на выборах 1919 года стал причиной изменения его довоенной политической тактики.
Последний срок пребывания Джолитти на посту премьер-министра — с 15 июня 1920 до 4 июля 1921 года. Как и большинство довоенных политиков, Джолитти поначалу поддерживал фашистов, но после убийства Маттеотти перешёл в оппозицию и выступил против Муссолини.
Считался человеком простым, уравновешенным, трезвомыслящим, не циничным, прагматиком, не приемлющим фанатизма и догматизма и стремящимся к золотой середине. Принадлежал к числу «левых конституционалистов», но не придавал ни малейшего значения политическим ярлыкам. Возглавляя правительство, при раздаче министерских портфелей не стремился обеспечить равновесие политических сил, но подбирал людей, исходя из их компетентности и динамизма, часто их личного хорошего отношения. Чтобы добиться устойчивой поддержки большинства депутатов, старался удовлетворить местные интересы и личные амбиции. Возглавляя правительство, одновременно исполнял обязанности министра внутренних дел, что позволяло держать в подчинении префектов и тем самым осуществлять непосредственный контроль за политической жизнью на местах.
Скончался 17 июля 1928 года в Кавуре.
Период итальянской истории с конца 1880-х до начала 1920-х годов считающихся «золотым веком» итальянского либерализма, принято называть «эрой Джолитти», а самого Джолитти — «итальянским Ллойд Джорджем».